# Danh sách văn bản mật mã
Sau đây là một số văn bản mật mã (ciphertext hoặc cryptogram) nổi tiếng trong lịch sử, sắp xếp theo trình tự thời gian:

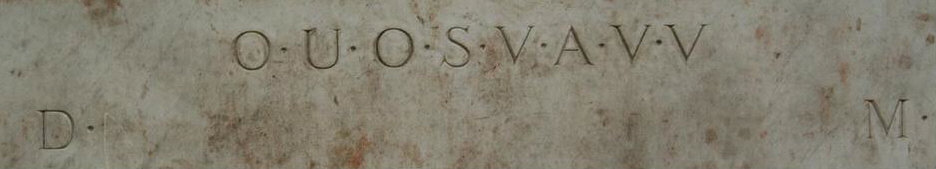
Dòng chữ khắc Shugborough ở Anh

| Năm                            | Văn bản mật mã                                                                    | Thực trạng giải mã                                                                                 |
| ------------------------------ | --------------------------------------------------------------------------------- | -------------------------------------------------------------------------------------------------- |
| Những năm 1400 (thế kỷ 15)     | Bản thảo Voynich                                                                  | Chưa giải được                                                                                     |
| Những năm 1500 (thế kỷ 16) (?) | Cuốn sách cổ Rohonc Codex                                                         | Chưa giải được                                                                                     |
| 1586                           | Mật mã trong âm mưu Babington                                                     | Đã giải được                                                                                       |
| 1730                           | Bản mã kho báu của Olivier Levasseur                                              | Chưa giải được                                                                                     |
| 1748-1756                      | Dòng chữ khắc Shugborough                                                         | Chưa giải được                                                                                     |
| 1760-1780                      | Mật mã Copiale                                                                    | Đã giải được vào năm 2011                                                                          |
| 1843                           | Bản mã trong "The Gold-Bug" của Edgar Allan Poe                                   | Đã giải được (lời giải đã được cho trong truyện ngắn)                                              |
| 1885                           | Mật mã Beale                                                                      | Đã giải được một phần (1 trong tổng số 3 bản mật mã đã giải được trong khoảng thời gian 1845-1885) |
| 1897                           | Mật mã Dorabella                                                                  | Chưa giải được                                                                                     |
| 1903                           | Mật mã trong "The Adventure of the Dancing Men" của Arthur Conan Doyle            | Đã giải được (lời giải đã được cho trong truyện ngắn)                                              |
| 1917                           | Bức điện báo Zimmermann                                                           | Đã được giải vài ngày sau khi được truyền đi                                                       |
| 1918                           | Chaocipher                                                                        | Đã giải được                                                                                       |
| 1918-1945                      | Các bức tin của máy Enigma                                                        | Đã giải được (được phá giải bởi các nhà mật mã của quân Đồng minh những thập niên 1930-1940)       |
| 1939                           | Mật mã D'Agapeyeff                                                                | Chưa giải được                                                                                     |
| 1939-1945                      | Máy mật mã loại B                                                                 | Đã giải được (được phá giải bởi các nhà mật mã của quân Đồng minh năm 1940)                        |
| 1948                           | Vụ án Tamam Shud                                                                  | Chưa giải được                                                                                     |
| 1969                           | Mật mã sát thủ Zodiac                                                             | Đã giải được một phần (2 trong tổng số 4 bản mật mã đã được giải trong khoảng thời gian 1969-2020) |
| 1977                           | The Magic Words are Squeamish Ossifrage (câu đố)                                  | Đã giải được vào những năm 1993-1994                                                               |
| 1990                           | Kryptos                                                                           | Đã giải được một phần (3 trong tổng số 4 bản mật mã đã được giải trong khoảng thời gian 1992-1999) |
| 1999                           | Mẩu giấy mật mã viết bởi Ricky McCormick                                          | Chưa giải được                                                                                     |
| 2006                           | Mật mã Smithy, được kèm theo trong phán quyết năm 2006 về vụ kiện Mật mã Da Vinci | Đã giải được trong vòng một tháng sau khi xuất bản                                                 |
| 2012-2016                      | Các thử thách của Cicada 3301                                                     | Đã giải được                                                                                       |
| 2015                           | 11B-X-1371                                                                        | Đã giải được                                                                                       |